# Karel Pomajzl
Karel Pomajzl (17. března 1922 Srby – 26. srpna 2010 Praha) byl český odbojář, marxistický filosof, sociolog a historik. Zabýval se národnostní otázkou, obecnou teorií socialismu, obecnou metodou historiografie. V opozici k převládajícímu poválečnému pojetí českých dějin a v návaznosti na pojetí Vladimíra Iljiče Lenina formuloval třídní podmíněnost národních jevů a internacionální charakter socialismu. Pracoval s kategoriemi možnosti, nutnosti a objektivního úkolu v dějinách a dospěl k variantnosti dějinného vývoje. V literatuře publikoval také pod pseudonymy Karel Pomaizl, Karel Intera, Karel Pavlík.

## Mládí
Karel Pomajzl se narodil v roce 1922 v Srbech (dnes součástí obce Tuchlovice). Vyrostl na Kladensku, v dělnickém a komunistickém prostředí. Byl členem Jednoty proletářské tělovýchovy. Do jeho života zásadně vstoupil František Křížek, redaktor kladenské Svobody, Rudého práva a Rudého večerníku, popravený v roce 1941 nacisty.
Za okupace se aktivně zapojil do odboje, byl členem ilegální skupiny komunistické mládeže na Kladně, napojené na komunistickou odbojovou skupinu Předvoj. Na konci války byl zatčen gestapem a vězněn v Malé pevnosti v Terezíně.

## Práce na marxistickém pojetí národnostní otázky a obecné metodologii historiografie
Již v rámci odbojové práce se zabývá i národnostní otázkou. V poválečném období navazoval na pojetí Vladimíra Iljiče Lenina a jeho přístup k právu na sebeurčení národů v socialistické revoluci. Studoval vývoj přístupů KSČ k československé otázce v meziválečném období a zejména její proměnu v souvislosti s ohrožením fašismem.
Při rozboru jevů socialismu a komunistického hnutí došel k rozlišení mezi dokončením vývoje patřícího z podstaty ke kapitalistické formaci (jako je vytvoření nezávislého národního státu) a vlastními úkoly socialismu a dělnické třídy, které jsou z podstaty internacionální. Zdůrazňoval zásadní rozdíl mezi první světovou válkou, která byla z obou stran nespravedlivou a dobyvačnou, a druhou světovou válkou, kde nacismus představoval nejagresivnější formu kapitalistické reakce a kde národně osvobozenecký boj proti nacismu měl objektivně pokrokový charakter.
Naopak historizace národních a národnostních jevů umožňuje lépe chápat roli národních požadavků v různých situacích v revolučních i konzervativních hnutích, v protikoloniálním boji.
Při rozboru sil vzniku Československé republiky rozvíjel Karel Pomajzl kategorie historiografie, jako je nutnost, možnost a nahodilost v dějinách, pojem dějinného subjektu a jeho objektivního úkolu. Vnášel do popisu minulosti potřebu zkoumat možné, alternativní průběhy dějin od toho fakticky proběhlého a tak lépe ukázat hybné síly obecného, klasického vývoje v dějinách.

## Pozdější činnost
V 60. letech byl jedním z iniciátorů založení Sociologického časopisu a členem ediční rady Sociologické knižnice nakladatelství Svoboda.
V letech 1988-89 spolupracoval na analýze krize v Československé socialistické republice a způsobech jejího překonání.
Účastní se práce pražské organizace Samosprávný klub komunistů (SKK). Na přelomu století vydával a přispíval do teoretických publikací Teoretické sešity, Názory. V zahraničí přispíval do marxistického časopisu Offen-siv.

## Dílo
- Vznik ČSR 1918 – Problém vědecké marxistické interpretace, 1965
- Socialismus a otázka hranic, 1974
- Marxismus a národnostní otázka, 1978
- Socialismus a nacionální vztahy, 1984
- Internacionální podstata socialismu – Čtyři studie, 1986
- Nacionalismus - jeho zdroje a projevy: Na základě zkušeností let 1968 – 1969, 1986